# Festival de teatro villa de Mijas

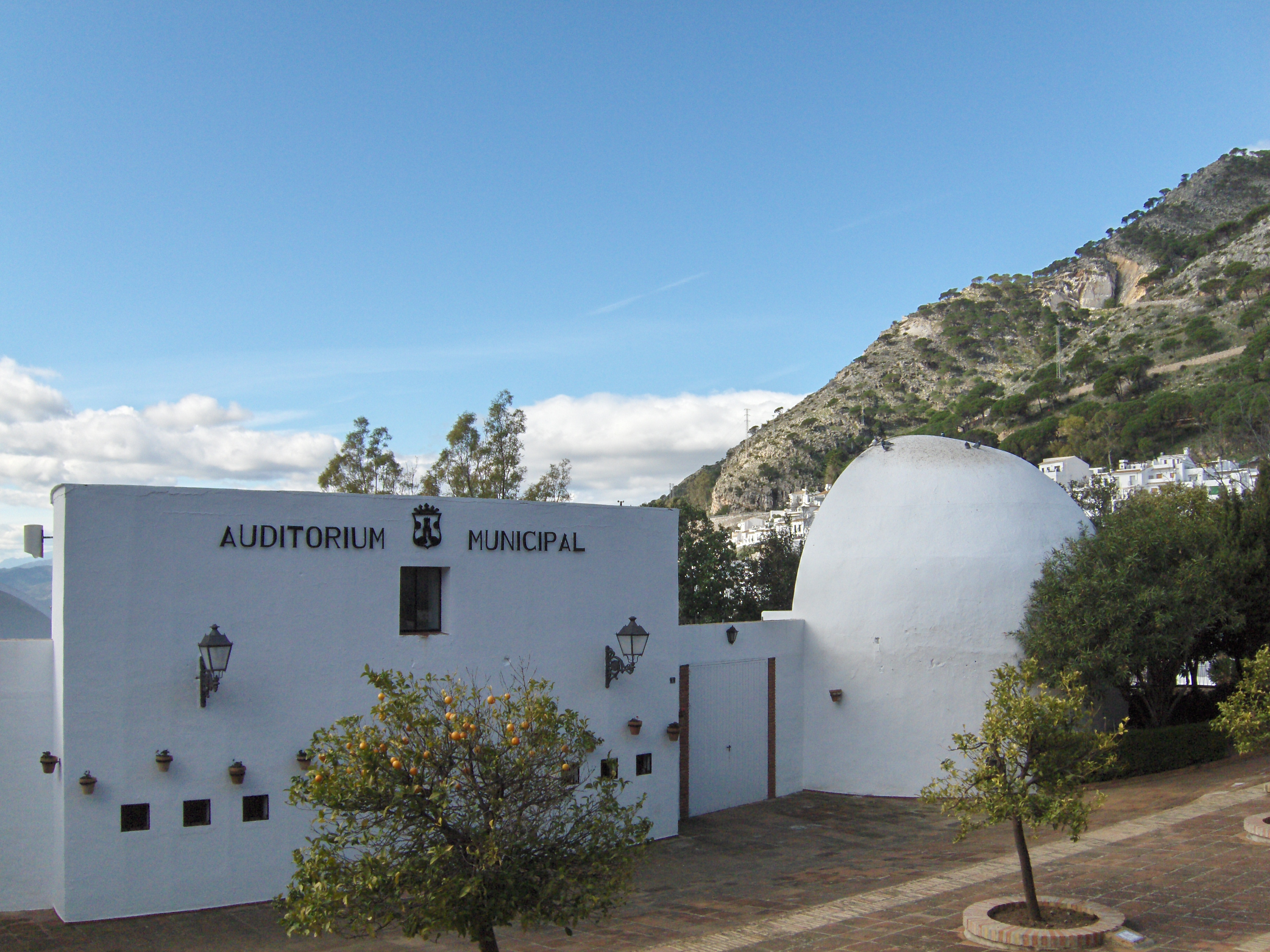
Auditorio de Mijas.

El festival de teatro villa de Mijas es un festival celebrado en Mijas, en la provincia de Málaga, España.
Se trata de uno de los festivales veraniegos de teatro más importantes de Andalucía, por el que han pasado artistas y compañías como Els Comediants, Yllana, Rafael Álvarez "El Brujo", Javier Gurruchaga, Leo Bassi, Clownic de Tricicle, El Club de la Comedia con Enrique San Francisco, Pablo Motos, entre otros.
El festival se celebra anualmente desde 1986 en los meses de verano, al aire libre, en el Auditorio municipal de Mijas.